# Leia albicincta
Leia albicincta är en tvåvingeart som beskrevs av de Meijere 1924. Leia albicincta ingår i släktet Leia och familjen svampmyggor. Inga underarter finns listade i Catalogue of Life.